# Postbauer-Heng (stacja kolejowa)
Postbauer-Heng – stacja kolejowa w Postbauer-Heng, w kraju związkowym Bawaria, w Niemczech. Stacja została otwarta w 1871.